# Denisa Kola
Denisa Kola (Peshkopi, 1982) è una modella albanese, vincitrice del titolo Miss Albania 2003.

## Biografia
Ha rappresentato l'Albania sia a Miss Universo 2003 il 3 giugno a Panama sia a Miss Mondo 2003 il 6 dicembre a Sanya.  In occasione di Miss Mondo, ha ottenuto il titolo di Miss World Scholarship.